# Suezská krize
Suezská krize (někdy také sinajská válka či druhá arabsko-izraelská válka) v roce 1956 (říjen–listopad) byla krize, z níž se později vyvinul ozbrojený konflikt mezi Egyptem na jedné straně a aliancí Velké Británie, Francie a Izraele na straně druhé. Hlavní spor byl o kontrolu nad strategicky důležitým Suezským průplavem. Výsledkem bylo oslabení vlivu evropských mocností, posílení egyptské pozice a zvýšení vlivu Sovětského svazu na Blízkém východě. Pod záminkou, že Egypt toleruje ozbrojené akce z Pásma Gazy (tehdy pod egyptskou správou), Izrael zahájil 29. října invazi. Francie a Velká Británie oběma stranám daly ultimátum, které egyptský prezident Násir odmítl. 31. října začaly francouzské a britské bombardéry útočit na egyptská letiště. Mezitím se jejich námořní síly 5. a 6. listopadu přesunuly z Malty a Kypru do Port Saidu a Port Fuádu a s pomocí parašutistů obsadily průplavní pásmo.
Pád libry a negativní reakce ze strany Sovětského svazu a USA způsobily zastavení celé operace již následující den. OSN se sovětskou a americkou podporou pohrozila intervencí a anglo-francouzské síly se v prosinci stáhly. Do průplavu byly vyslány pohotovostní jednotky OSN (UNEF) a v březnu 1957 byly evakuovány izraelské jednotky. Krize posílila prestiž Egypta a prezident Násir se začal stále více obracet o pomoc k SSSR. Britský a francouzský vliv na Blízkém východě výrazně poklesl, stejně jako prestiž tehdejšího britského premiéra Anthonyho Edena.

## Politická situace
Po ukončení Války za nezávislost a podepsání dohod o příměří nebyla situace na hranicích Izraele s jeho arabskými sousedy (s výjimkou Libanonu) v žádném případě klidná a neustále se zhoršovala. Arabské státy odmítaly akceptovat Izrael jako existující suverénní stát. Nadále přetrvávalo nepřátelství arabských zemí vůči Izraeli vyjadřované pohraničními incidenty, přepady a ekonomickými obstrukcemi. Nájezdy komand fidájínů, palestinských komand, nabyly takové intenzity, že nebylo sporu o organizovanosti této kampaně ze strany arabských zemí.

### Egypt
Po porážce ve válce s Izraelem v roce 1948 prudce vzrůstala frustrace a rozčarování egyptského obyvatelstva s politikou premiéra Nokrašiho paši. Ten byl následně zavražděn a vlády se chopilo v převratu z 23. července 1952 tzv. Hnutí svobodných důstojníků pod vedením podplukovníka Gamála abd an-Násira. Po krátkém období, kdy zemi řídil generál Muhammad Nagíb se moci definitivně chopil Násir. Násir se vyznačoval směsicí radikalismu a arabského nacionalismu. Byl veden touhou stát se vůdcem arabského světa, což ho dovedlo až na pozici zuřivého nepřítele Izraele.

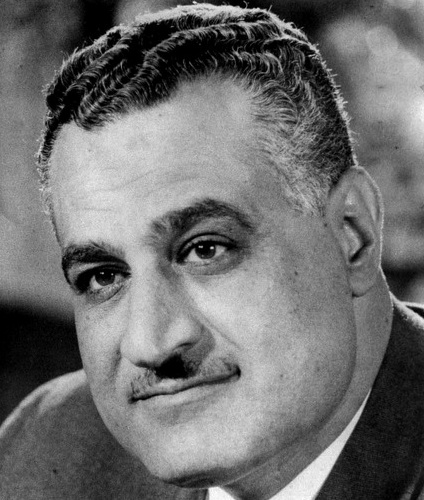
Gamál Abd an-Násir

Před Násirovým nástupem k moci byl Egypt po vojenské stránce závislý na Velké Británii. Británie zároveň v Egyptě udržovala silnou vojenskou posádku. Stupňující se odpor arabského obyvatelstva vůči postkoloniální mocnosti vedl k uzavření smlouvy mezi Egyptem a Velkou Británií v roce 1954, podle které Británie postupně evakuuje své vojáky ze základny v Suezu. Násir se obával, že se Británie, i díky svým silným vazbám na Jordánské království pokusí získat vliv v dalších arabských zemích, např. v Iráku, čímž bude ohrožena jeho ambice stát se vůdčí osobností arabského světa. Jeho obavy ještě více zesílily po založení tzv. Bagdádského paktu v roce 1955, čímž se vliv na dění v arabském světě přesunul mimo Egypt.
Právě Násirova averze proti iráckému vedení, zejména proti jeho premiérovi Núrímu Saídovi, vedly Násira k pokusům o změnu vlády v Iráku. Násir považoval celý arabský svět za egyptskou zónu zájmu a svou pozici si upevňoval odporem k jakémukoliv západnímu vlivu v oblasti. V samotném Egyptě ale narůstala všeobecná nespokojenost s Násirovou vládou, která v roce 1954 vyústila až v pokus o jeho zavraždění.
Kromě opozice vůči Velké Británii se Egypt postavil i proti další regionální velmoci, proti Francii. Z jeho snahy o podporu protifrancouzských odbojových aktivit v Alžíru (zejména podpory FNO) ale těžil zejména Izrael, který se s stal významným spojencem Francie v oblasti a zároveň adresátem dodávek francouzské výzbroje.

### Mezinárodní situace

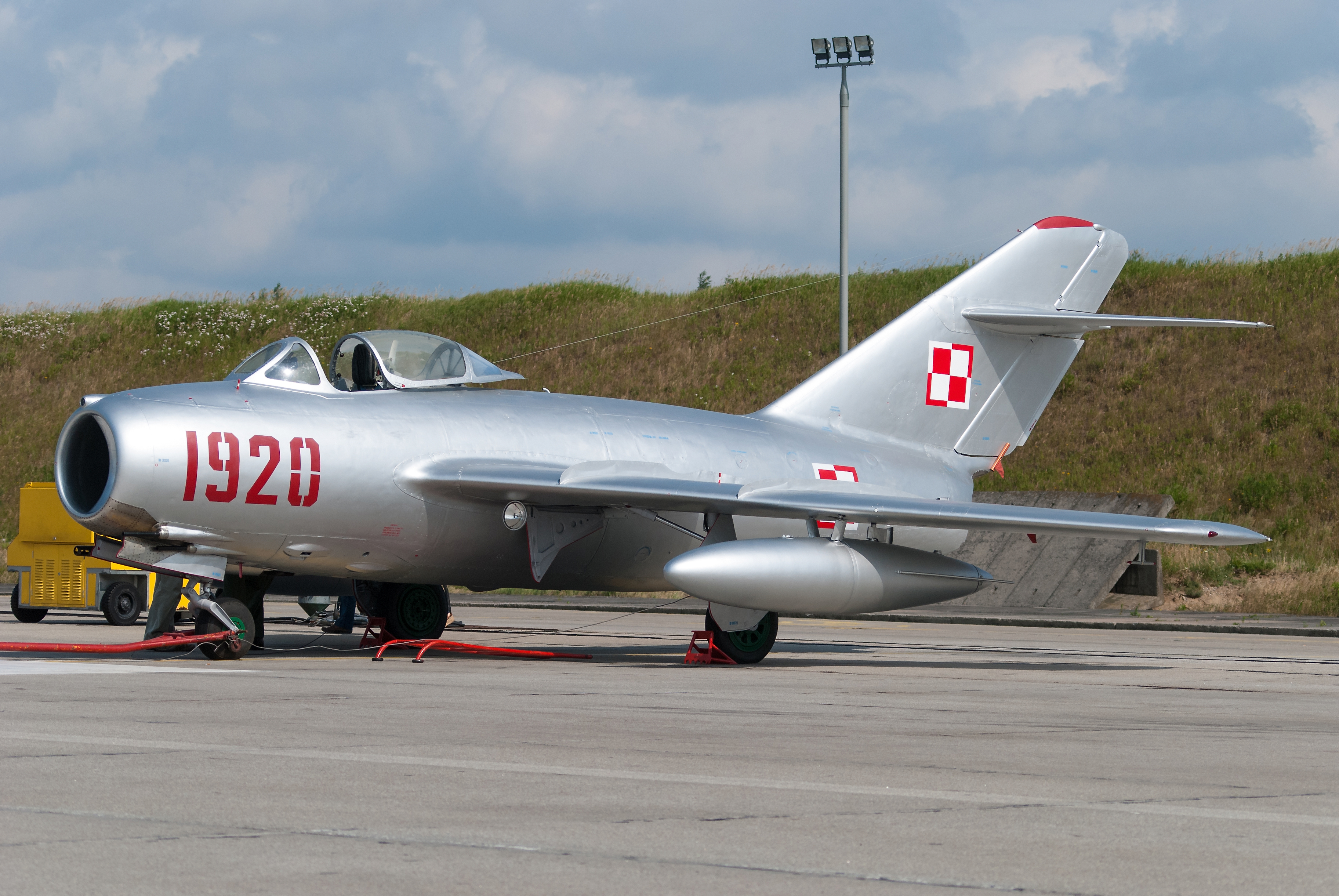
Sovětský proudový letoun MiG-15

Vzrůstajícího odporu arabského světa proti Velké Británii se snažily využít nově etablované mocnosti Spojené státy a Sovětský svaz. Americká zahraniční politika, pro kterou byl Blízký východ důležitý jako strategická ropná oblast v arabském světě ale zpočátku narážela na nepochopení mentality arabského obyvatelstva a jeho vládců. Američtí vyjednavači nedokázali pochopit, že Araby spíše spojuje nenávist k Izraeli než obava ze Sovětského svazu. Americká snaha o založení blízkovýchodní varianty NATO stále narážela na řadu překážek. Násirův nástup k moci Spojené státy vítaly a podporovaly, neboť se domnívaly, že by mohl být významnou překážkou sovětské snahy o ovládnutí prostoru. Násir, který se snažil vymanit se z britského vlivu zpočátku jednal se Spojenými státy o dodávkách zbraní. Jednání ale narazilo na americkou podmínku, že zbraně nesmějí být použity k útoku na Izrael. Násir proto začal o dodávkách zbraní tajně vyjednávat i se Sovětským svazem.

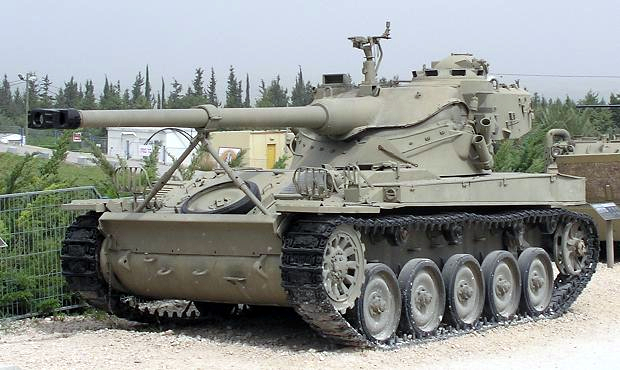
Francouzský lehký tank AMX 13

SSSR, který se stejně jako USA snažil posílit svůj vliv na Blízkém východě s dodávkami zbraní Egyptu souhlasil, což vedlo v roce 1955 k podepsání československo-egyptské smlouvy, díky níž Egypt získal 200 stíhacích letounů MiG-15, bombardérů Iljušin-28, 230 tanků, 200 obrněných transportérů, 600 děl, 6 ponorek a dále potom torpédoborce a torpédové čluny.
Chruščovovu vedení se Násir jevil jako slibný a snadno ovladatelný politik a proto jeho politiku Egypta jako protiimperialistické země podporovalo. Izrael na to reagoval zintenzivněním jednání zejména s Francií o zvýšených dodávkách zbraní a vojenské techniky. Mise72 včetně francouzských lehkých tanků AMX 13. V roce 1956 navíc byly ukončeny rozhovory mezi Egyptem, Spojenými státy a Mezinárodní bankou pro obnovu a rozvoj na financování Asuánské přehrady poté, co Spojené státy zjistily, že Egypt vede o této otázce souběžně jednání se Sovětským svazem ve snaze postavit mocnosti proti sobě.

## Situace před konfliktem
Od ukončení války v roce 1948 trvalo egyptsko-izraelské nepřátelství. Suezský průplav byl pro izraelské lodě uzavřený přesto, že v roce 1951 tuto praxi odsoudilo OSN ve své deklaraci. Instalací vojenského zařízení zablokoval Egypt i Tiranskou úžinu, kterou izraelské obchodní lodě proplouvaly do Rudého moře. V roce 1954 začal Násir naplno podporovat nájezdy palestinských fidájínů proti izraelskému území. Následné izraelské vojenské útoky proti těmto nájezdům pomáhaly v arabském světě vytvářet obraz Násira jako významného bojovníka proti sionismu.
Na ukončení americko-egyptských jednání o půjčce na stavbu Asuánské přehrady reagoval Násir znárodněním Suezského průplavu. Společnost Suezského průplavu (The Suez Canal Company), jejíž akcie se většinou nacházely v rukách britských a francouzských investorů, byla 26. července 1956 znárodněna. Násir zdůvodnil svůj krok potřebou financovat stavbu Asuánské přehrady z plavebních poplatků. Vypovězena byla i britsko-egyptská smlouva z roku 1954. Znárodnění Suezského průplavu bylo pro Velkou Británii a Francii nepříjemným překvapením a obě země ho vnímaly jako přímé ohrožení svých hospodářských zájmů, zejména dodávek ropy. Velká Británie začala zvažovat různé možnosti, mezi jiným i vojenský zásah.
Přímá Násirova podpora alžírským povstalcům sblížila Francii s Izraelem. Ten byl na Blízkém východě jedinou zemí, jež pro Egypt představovala reálné ohrožení a mohla tak vázat jeho síly. Proto se v první polovině 50. let začaly zintenzivňovat francouzsko-izraelské vztahy, které vyústily v rozsáhlé vojenské dodávky (Francie později stála i u kolébky izraelského jaderného programu). Mezi Izraelem a Francií proběhla řada setkání na nejvyšší úrovni. Na nich Francie nastolila možnost vojenského zásahu proti Násirovi s tím, že by se akce zúčastnila i Velká Británie. Po řadě jednání Británie zprvu souhlasila, později ale od plánu pro nesouhlasné stanovisko USA a z obav o poškození britsko-arabských vztahů odstoupila. Izrael se svou účastí ve válce proti Egyptu souhlasil z důvodů strategických; otevírala se mu možnost vojenským zásahem vyřešit jeho spory s Egyptem, zejména uvolnění Tiranské úžiny, posílení své jižní hranice a oslabení tradičního protivníka. Navíc se Izrael obával, že se Egypt připravuje na válku. Svědčilo pro to vytvoření společného egyptsko-syrského vojenského velení v roce 1955, ke kterému se rok na to přidalo i Jordánsko.
Spojené státy se snažily celý problém řešit diplomatickou cestou, dokonce iniciovaly svolání mezinárodní konference za účasti největších uživatelů Suezského průplavu, na které se pokoušely prosadit svůj plán na provozování průplavu pod mezinárodním dohledem. Konference ale skončila neúspěchem. Británie se při dalších jednáních snažila získat podporu USA, kterou ale nezískala. Naopak, Američané se vyjadřovali striktně proti vojenskému zásahu. Rozpačité stanovisko bylo vyjádřeno i ze strany zemí Commonwealthu. Velká Británie sice od plánu odstoupila, ale při tajných jednáních souhlasila se svou účastí v takové pozici, který by ji nestavil do jednoznačné pozice agresora. Americké odmítnutí podpory těžce nesli francouzští představitelé, kteří to chápali jako zradu ze strany spojence.

## Plánování
Británie se při plánování operace zprvu hodlala opřít o výsadkové jednotky, ale realistický pohled na kvalitu těchto jednotek přiměl plánovače změnit plány a přiklonit se spíše k námořní operaci, při které by byly v Port Saidu vysazeny tři divize námořní pěchoty, které by prostor kanálu obsadily. Plán byl hotov počátkem srpna 1956, přičemž se počítalo i se strategickým bombardováním Egypta, zničením egyptského hospodářství a následným Násirovým pádem.
Francouzsko-izraelské plánování započalo izraelským příslibem zúčastnit se invaze po boku Francie. Společné plánování operace započalo začátkem září. Francie připravovala dva plány; s britskou účastí a v případě, že by Británie vycouvala tak s Izraelem. V případě britské účasti chtěla Francie využít britská letiště na Kypru, v opačném případě by byla využita letiště v Izraeli.
5. října byla o společném francouzsko-izraelském plánování informována Velká Británie, která se k účasti s ohledem na své tradiční arabské spojence (např. Jordánsko) stavěla odmítavě k izraelské účasti na operaci. Nakonec Británie s účastí Izraele souhlasila. 22. října v Sévres u Paříže konalo třístranné jednání, při kterém byl přijat plán, podle kterého vysadí Izrael v prostoru průsmyku Mitla na Sinaji výsadkovou jednotku. Francie a Velká Británie by vyzvaly obě strany ke stažení do vzdálenosti 15–16 km od Suezského průplavu, což Egypt odmítne, neboť by musel vyklidit Sinaj. To Velké Británii a Francii poskytne záminku vyslat do prostoru své jednotky, které by měly oficiálně za úkol oddělit bojující strany. Tím by Francie a Británie znovu získaly na průplavem kontrolu. Izrael, s ohledem na tradiční britsko-jordánské spojenectví plánu nevěřil. Nakonec ale souhlasil, neboť chápal plán i jako jedinečnou příležitost, jak vyřešit své problémy s Egyptem.
Zúčastněné strany nepředpokládaly problémy ze strany velmocí: SSSR byl zaměstnán událostmi v Maďarsku a USA byly zaujaty blížícími se prezidentskými volbami.

### Izraelské plánování

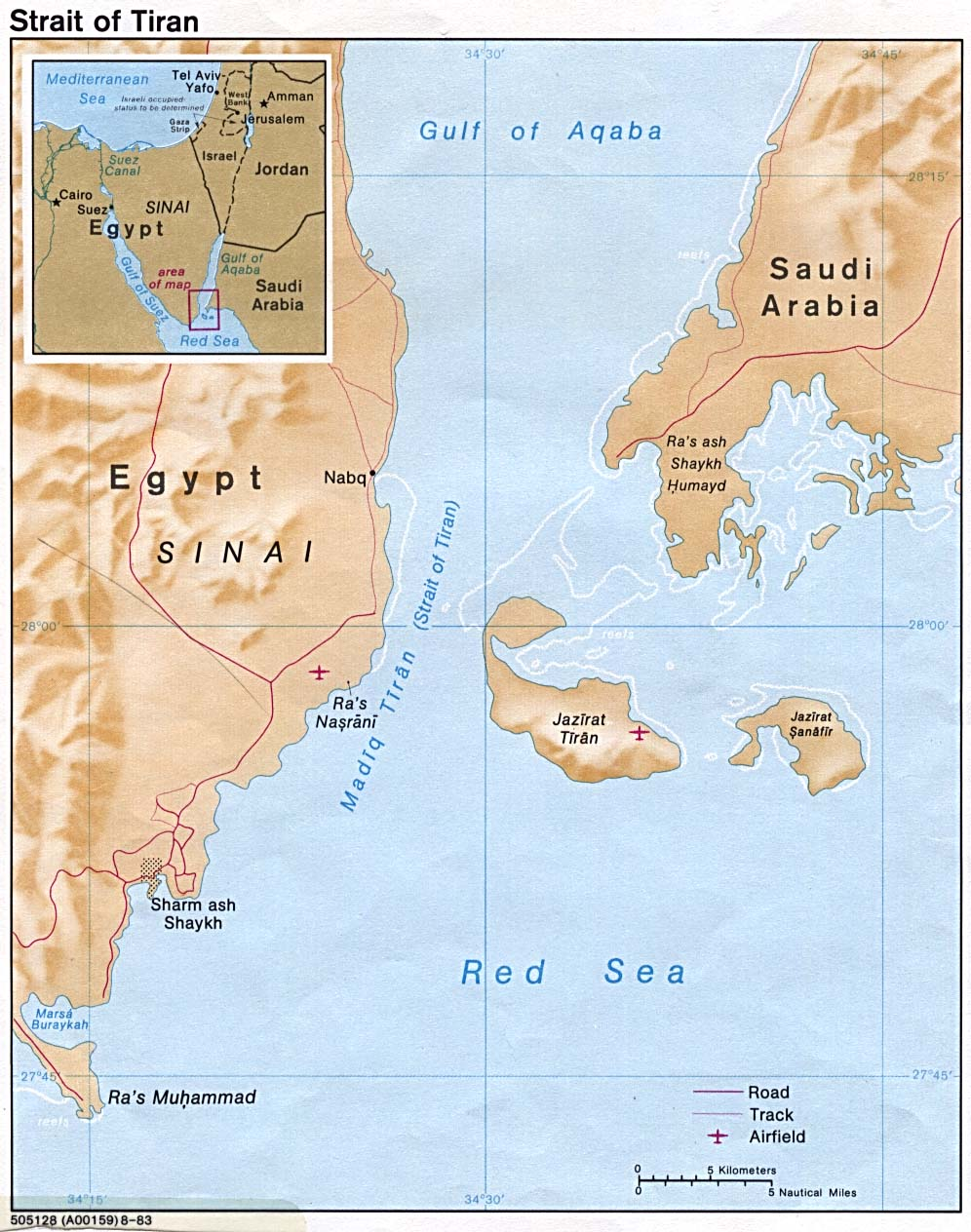
Mapa Tiranské úžiny

Vlastní operaci, pod názvem Kadeš, jejíž zahájení bylo naplánováno na 28. října 1956, pojal Izrael jako kombinovanou výsadkovou operaci. Počátek operace měl být kamuflován jako izraelské manévry pro případ, že Francie a Velká Británie neočekávaně nesplní svou část plánu. Cíle operace byly tři:
- odstranění hrozby představované egyptskými vojsky na Sinaji,
- likvidace základen fidájínů v Pásmu Gazy,
- uvolnění Tiranské úžiny pro námořní plavbu.

Egyptské jednotky, které měly na Sinaji do Násirova nástupu k moci spíše symbolickou velikost, byly posilovány, budovala se infrastruktura nutná pro rychlé přesuny jednotek, budovala se letiště a na hlavních tazích vznikaly vojenské tábory. Krátce před započetím samotné invaze provedl Izrael 10. října útok proti pevnosti Arabské legie na jordánském území jako odpověď za vraždu dvou izraelských zemědělců. Jordánsko požádalo na základě smlouvy o vojenskou pomoc Velkou Británii a ta informovala Izrael, že tuto pomoc v případě dalšího útoku proti Jordánsku poskytne. Izrael si pro případ dalšího útoku z jordánského území vyhradil právo odpovědět, čímž získal legitimní důvod pro vojenské přesuny.
Izrael plánoval, že se mu podaří náhlým útokem donutit egyptskou armádu k ústupu směrem k Suezskému průplavu, který mezi tím obsadí společné anglo-francouzské jednotky. Egypťané se tak dostanou do kleští a budou rozdrceni. 24. října byla v Izraeli vyhlášena částečná mobilizace, která se následně změnila v úplnou. Mobilizované jednotky byly ostentativně přesouvány k izraelsko-jordánské hranici, aby si Egypťané mysleli, že úder bude veden proti Jordánsku.

#### Egyptská sestava na Sinaji
Egypt na Sinaji disponoval dvěma pěšími divizemi:
- 8. pěší divizí (palestinskou) v oblasti Gaza - Rafah,
- 3. pěší divizí v oblasti Al-Aríš - Abu Aghajla.

Další pěší divize se nacházela západně od průsmyku Mitla.
V Bír Gifgáfě se nacházela egyptská tanková brigáda. Centrální a jižní část poloostrova byla bráněna mobilními jednotkami s džípy a obrněnými transportéry.

#### Nasazené izraelské jednotky
IOS proti Egypťanům nasadila šest pěších brigád, výsadkovou brigádu, 7. tankovou brigádu a dvě brigády motorizované.

## Zahájení invaze
Samotnému zahájení invaze předcházela operace Kohout, při níž stíhací letoun izraelského letectva sestřelil nad Středozemním mořem Il-14 egyptského letectva, ve kterém se z jednání v Sýrii vraceli členové egyptského Generálního štábu. Izraeli se tak těsně před zahájením války podařilo zlikvidovat prakticky celé vrchní velení egyptské armády.
Operace Kadeš byla zahájena 29. října 1956 v 17 hodin výsadkovou operací u východního vstupu do průsmyku Mitla, když dvě hodiny před tím nízkoletící vrtulové P-51 Mustang svými vrtulemi přeťaly veškerá nadzemní telefonická spojení Egypťanů, čímž byly jednotky na jihu Sinaje izolovány od velení, nacházejícího se na severu. Protože existovaly obavy, že se Jordánsko zapojí do války na egyptské straně, byl ve vojenském pásmu na izraelsko-jordánské hranici vyhlášen zákaz vycházení. Izraelské pohraniční policii byl vydán rozkaz střílet na všechny rušitele zákazu. (Plnění tohoto rozkazu vedlo k masakru 48 obyvatel arabské vesnice Kafr Kasim. Izraelští policisté zodpovědní za střelbu byli později uvězněni a odsouzeni, přičemž izraelský soud označil střelbu na civilisty za „nestydatě nezákonnou“. Do roka však byli všichni propuštěni.)

### Boje o průsmyk Mitla

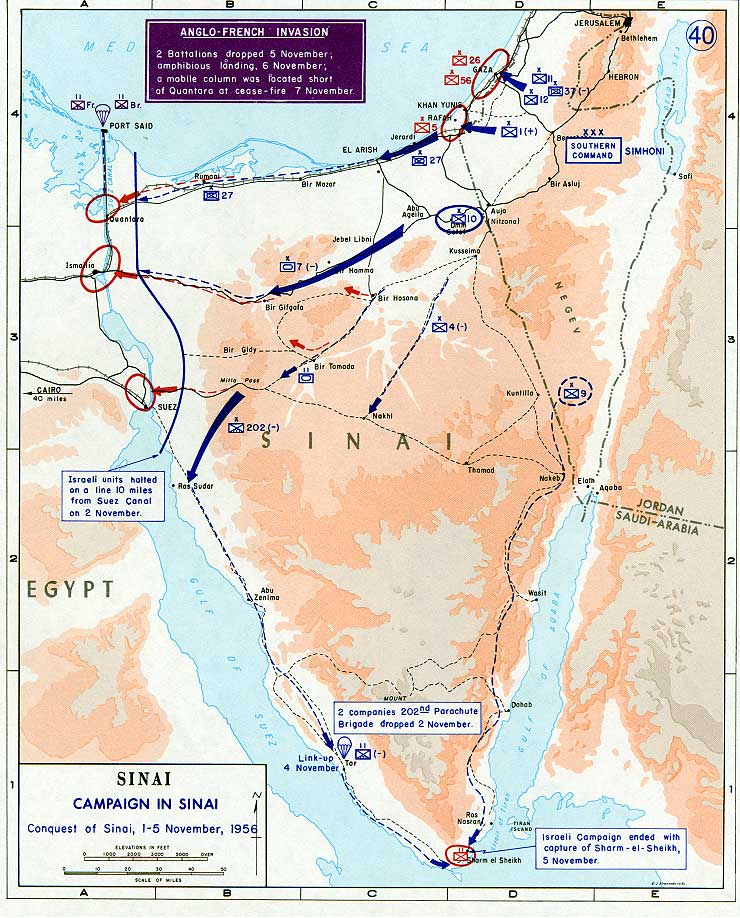
Izraelský postup na Sinaji a anglo-francouzský výsadek v Egyptě

29. října bylo 395 výsadkářů z 202. parabrigády vysazeno poblíž průsmyku Mitla. Navigační chybou byli ale vysazeni o 4 km dál, než bylo naplánováno a na pozici se přesouvali pěšky. Zároveň v této době překročila zbývající část izraelské 202. parabrigády izraelsko-egyptskou hranici v Negevské poušti a pokračovala směrem na Al-Kuntilu, At-Thamad a Nachl, egyptské obranné uzly. Snahou izraelského vedení bylo, aby celá operace vypadala jako další izraelský útok proti fedájínům a nikoliv jako invaze, čímž by se oddálil moment, kdy začala naplno reagovat egyptská armáda, ale i OSN a velmoci. Proto operace nebyla započata leteckým úderem. Překvapení se zdařilo a egyptské velení ještě dvacet čtyři hodin po zahájení invaze nebylo schopné určit její rozsah a cíle. Egyptský velitel polní maršál Abdel Hakim Amer vyhodnotil izraelský pohyb jako běžný útok a ani nevyhlásil stav pohotovosti. V okamžiku, kdy si uvědomil svou chybu, byli Izraelci hluboko na Sinaji.
Ve večerních hodinách 29. října byly výsadkářům u průsmyku Mitla shozeny zásoby a vojenský materiál včetně kanónů a minometů. Druhá část 202. výsadkové brigády zaútočila ve večerních hodinách na egyptský opěrný bod Al-Kuntilla. Útok provedla předsunutá průzkumná jednotka brigády obchvatným manévrem. Egyptští obránci se po několika výstřelech rozprchli.
Za svítání 30. října zaútočila izraelská 202. výsadková brigáda na další opěrný bod At-Thamad. Izraelcům, útočícím se sluncem v zádech, se opěrný bod podařilo dobýt během čtyřiceti minut. Na poslední uzlový bod egyptské obrany, Nachl, zaútočili výsadkáři v 17 hodin, když před tím odrazili útok egyptského letectva. Útok byl zahájen dělostřeleckou palbou. Samotný Nachl byl následně obsazen bez boje. Obě části 202. výsadkové brigády se spojily ve 22:30, čímž zajistily provizorní pozemní zásobovací komunikaci k průsmyku Mitla.

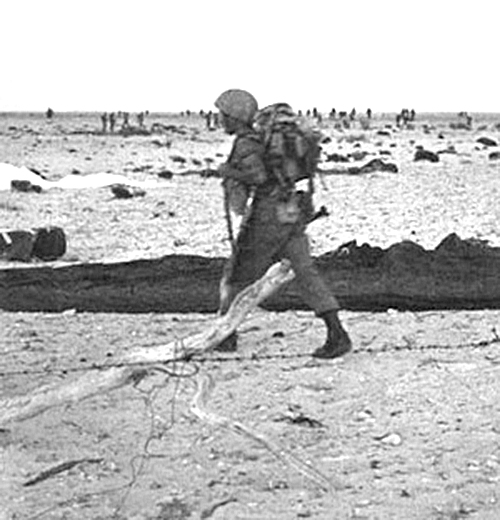
Izraelský výsadkář poblíž průsmyku Mitla

Egypt již v ranních hodinách téhož dne vyslal směrem k průsmyku Mitla jednotky egyptské 2. pěší brigády (jednalo se o 5. prapor a jednotkami vybavenými těžkými kulomety, bezzákluzovými děly a minomety). Během postupu byly tyto jednotky opakovaně napadány izraelským letectvem. Přesto se Egypťanům podařilo dosáhnout průsmyku a opevnit se v jeskyních na obou svazích průsmyku, čímž se průchod průsmykem z východu na západ stal pro izraelskou 202. brigádu vražedným. Ta se navíc stávala cílem útoků egyptského letectva a zároveň mohla být napadena egyptskými tankovými jednotkami nacházejícími se 30 km od pozic výsadkářů. Přesto Šaron, který 202. výsadkové brigádě velel, žádal, aby mohl průsmyk obsadit. Žádost byla opakovaně odmítána, neboť jednotka nebyla určena k boji, ale v souladu s plánem jako záminka pro britsko-francouzskou intervenci. Posléze mu bylo uděleno povolení vyslat pouze průzkumnou jednotku s tím, že se jednotka nesmí nechat vtáhnout do těžkých bojů. V poledne 31. října vyrazila do průsmyku Mitla průzkumná jednotka pod velením majora Mordechaje Gura o síle dvou pěších rot na šesti polopásech, tří tanků, průzkumnou jednotkou a baterií děl. Krátce po vstupu do průsmyku se jednotka ve 12.50 dostala do těžké palby. Velitelé si uvědomili, že jednotka padla do egyptské pasti. V kopcích se skrývali Egypťané vyzbrojení kulomety Bren, minomety, bazukami a bezzákluzovými děly. Izraelci byli navíc napadáni egyptskými letouny Meteor, které zničily vozidla v izraelské koloně. Boje trvaly do 20 hodiny a Izraelci za těžkých ztrát byli nuceni likvidovat dobře ukryté egyptské pozice. Nakonec se Egypťané rozhodli stáhnout a pozice v průsmyku vyklidili. Výsledkem bylo 38 mrtvých izraelských vojáků (Egypťané měli asi 200 mrtvých) a navíc se ukázalo, že tato bitva byla ze strategického i taktického hlediska chybou.

### Dobytí obranného prostoru Abú Aghajla – Kussajma – Umm Kataf
Druhým směrem izraelské invaze bylo dobytí obranného prostoru Abú Aghajla – Kussajma – Umm Kataf na severovýchodě Sinajského poloostrova. Útok zahájily ve večerních hodinách dva prapory 4. pěší brigády izraelské armády na dvě obranná postavení (dva pahorky) 3. pěší divize egyptské armády u Kussajmy. Po zjištění, že první z pahorků byl opuštěný, přesunuly se izraelské jednotky k druhému, vzdálenému asi 15 km.

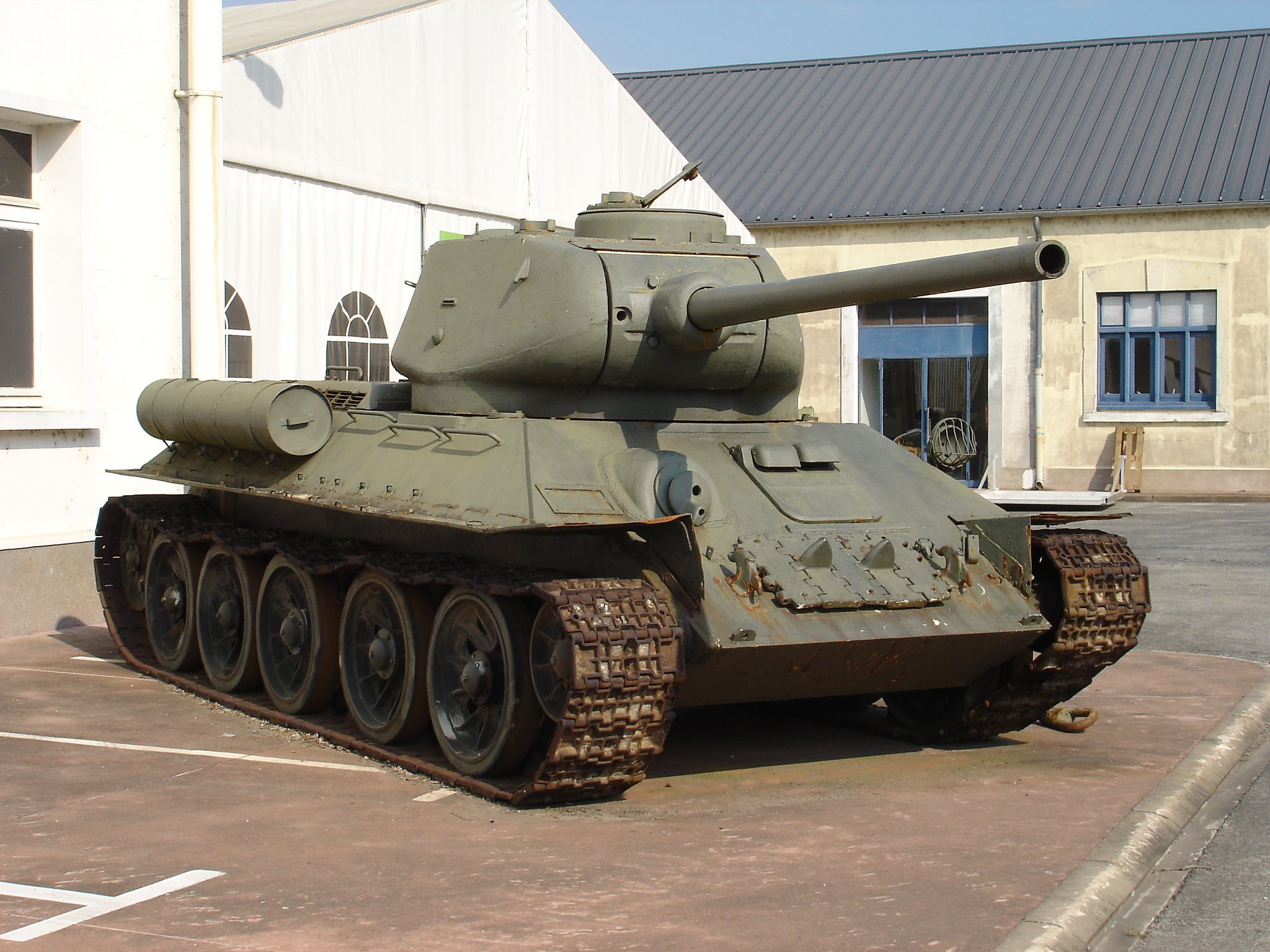
Sovětský tank T-34 používaný egyptskou armádou

V prostoru Kussajmy zaútočily izraelské jednotky ve 3 hodiny ráno na druhý pahorek obsazený egyptskou armádou. Útok probíhal pod těžkou dělostřeleckou palbou, byl však krátce po svém zahájení posílen bojovou skupinou ze sestavy 7. tankové brigády, která se původně měla podílet až na rozvíjení dalších útoků. Po dobytí Kussajmy čelní jednotky 4. brigády vyrazily směrem na jihozápad, aby se u průsmyku Mitla spojily s výsadkáři 202. brigády. 7. tanková brigáda pokračovala v postupu směrem na západ směrem na Abú Aghajlu, ale krátce po zahájení postupu se dostala do soustředěné egyptské palby z protitankových prostředků. Aby předešli zbytečným ztrátám, ponechali izraelští velitelé pěchotu v obranných pozicích (která tak vytvořila první bojovou skupinu) a tankové jednotky (druhá bojová skupina) postupovaly dále na západ směrem k průsmyku Dajka. Cílem bylo dostat se k Abú Aghajle z jihozápadu a nalézt slabé místo v její obraně. Měl se jím stát těžko přístupný průsmyk Dajka. Skrz průsmyk prošla průzkumná jednotka, která na druhé straně odřízla egyptský obranný uzel Abú Aghajla od zásobovací komunikace směrem na jih. Průsmykem následně prošly zbývající obrněné jednotky s úkolem zaútočit na Abú Aghajlu od přehradní nádrže Ruafa. Terén byl ale písečný, a proto musela veškerá kolová technika (i ta se zásobami) zůstat na místě. Pro zásobování se izraelské velení rozhodlo vytvořit náhradní komunikaci. Nově vyslaná třetí bojová skupina dostala za úkol čelit očekávanému egyptskému tankovému útoku od Bír Hassany. Směrem na jihozápad proto překročila izraelsko-egyptské hranice 10. pěší brigáda a zahájila útok na egyptské opěrné body Audža Masrí a Tarat Umm.
V prostoru Abu Aghajlu zaútočila 31. října druhá izraelská (obrněná) skupina od západu na tento egyptský opěrný uzel. Krátce po zahájení postupu se dostala do těžké dělostřelecké palby. Zatímco pěchota na polopásech pokračovala v útoku, tanky likvidovaly obranná postavení u hráze Ruafa a odrážely egyptské tankové protiútoky. Po hodině padla Abu Aghajla do izraelských rukou, zároveň se ale izraelské jednotky dostaly do dělostřelecké palby vedené z dalšího obranného postavení Umm Šihán a čelily útokům egyptských tanků ze severu. Díky podpoře izraelského letectva byl egyptský odpor umlčen. Další postup druhé skupiny byl určen směrem na východ, na Um Katef. Kromě silných egyptských obranných pozic u přehradní hráze Ruafa hrozila izraelské obrněné skupině postupující kolona egyptské obrněné 1. tankové brigády složená z tanků T-34, samohybných kanonů SU-100 a motorizované pěchoty postupující na Abú Aghajlu od jihozápadu. Nejprve bylo rozhodnuto postavit jí do cesty izraelskou první bojovou skupinu (která měla původně postupovat od jihu na prostor hráze Ruafa), mezitím ale egyptskou kolonu objevila izraelská letadla a způsobila ji tak těžké ztráty, že se zbytky celého egyptského uskupení musely stáhnout zpět k Suezskému průplavu. Izraelská první skupina uskupení pronásledovala, postupně ničila její zadní krycí jednotky a zastavila se až 13 km od Suezského průplavu proti městu Ismailia. Druhá bojová skupina mezitím obdržela rozkaz k dobytí Egypťany silně bráněné přehradní hráze Ruafa. Útočící izraelské tanky se dostaly do těžké palby, ale pokračovaly v útoku. Boje pokračovaly i po setmění. Večer se podařilo hráz nádrže obsadit, ale krátce na to čelila skupina egyptskému protiútoku od Umm Katafu, který Izraelci nakonec odrazili.

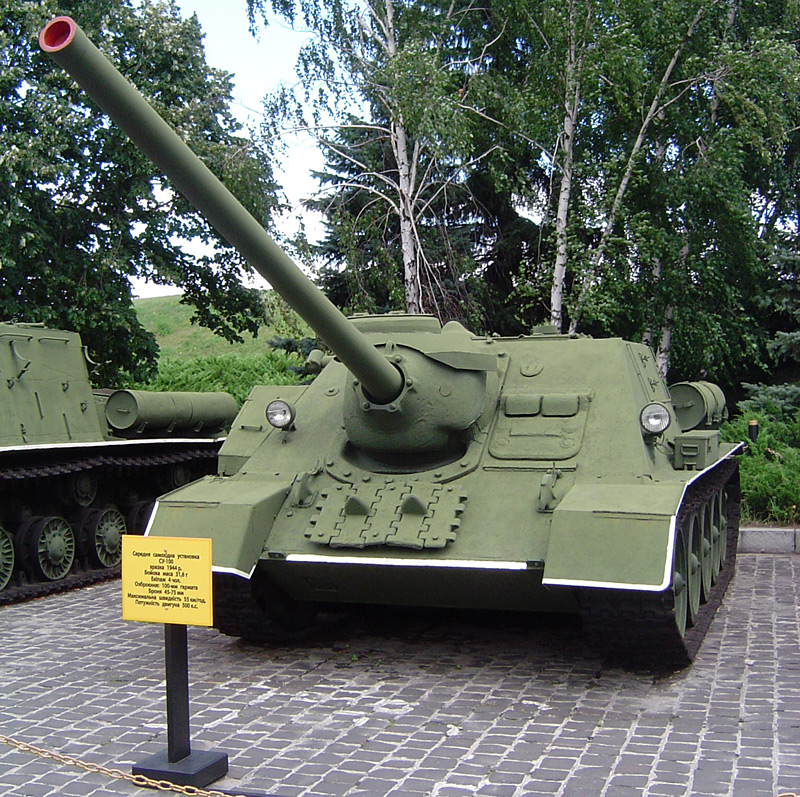
Sovětský stíhač tanků SU-100 používaný egyptskou armádou

Po dobytí hráze a odražení protiútoku dostala druhá skupina 1. listopadu rozkaz setrvat na místě a bránit ústupu egyptských jednotek od Umm Katafu směrem na jihozápad k Suezskému průplavu. Dobytím Umm katafu (a otevřením zásobovací cesty pro bojové skupiny 7. tankové brigády) byla od severovýchodu postupující izraelská 10. pěší brigáda posílená o 37. mechanizovanou brigádu. Tak se nejprve bez boje zmocnila egyptských opěrných bodů Audža Masrí a Tarat Umm. V ranních hodinách podnikla průzkumná jednotka tohoto uskupení útok na Umm Kataf, byla egyptskou dělostřeleckou palbou odražena zpět. Další útok, tentokrát vedený po křídlech byl podniknut večer, ale oba izraelské prapory, mající útočit ze severu a jihu, ztratily směr. Jeden ze zbloudilých izraelských praporů za úsvitu 2. listopadu Umm Katafu dosáhl, byl však opět odražen dělostřeleckou palbou. Druhý prapor obsadil pouze vedlejší postavení egyptské armády. Po neúspěchu zapříčiněném špatným koncentrováním vojsk a nedostatečným průzkumem byl zbaven velení velitel izraelské 10. pěší brigády. Další útok na postavení egyptské armády podnikla i dorazivší 37. brigáda, ale i ona byla za těžkých ztrát odražena, přičemž v boji padl i velitel brigády. Egypťané, kteří pochopili, že jim hrozí obklíčení, se ale ještě v noci stáhli, takže předsunuté izraelské jednotky, které se dostaly k Umm Kafatu, nalezly jen prázdná postavení.
Dobytím tohoto egyptského obranného uzlu se vytvořila zásobovací komunikace pro 202. výsadkovou brigádu vysazenou v prostoru průsmyku Mitla a zároveň byla odříznuta egyptská posádka v pásmu Gazy.

### Obsazení Rafahu a pásma Gazy
Útok zahájil 30. října před půlnocí izraelský 4. pěší prapor brigády Golani západním směrem s cílem vyčistit cestu k obsazení silnice spojující Rafah s Nicanou 3. praporem brigády Golani. Cíle bylo dosaženo, některá vozidla 4. praporu posíleného Super Shermany 27. brigády ale při svém průjezdu najela na minu a zablokovala cestu. Jejich vraky potom odklízeli pod palbou izraelští ženisté. Až k ránu se vojáci 3. praporu dostali k vytyčenému cíli, k silnici Rafah–Nicana, ztečí obsadili egyptský opěrný bod ovládající silnici a zahájili postup severním směrem ke křižovatce na Rafah. Po jejím obsazení a zničení dalších tří egyptských opěrných bodů přešly 3. a 4. prapor brigády Golany do obrany.

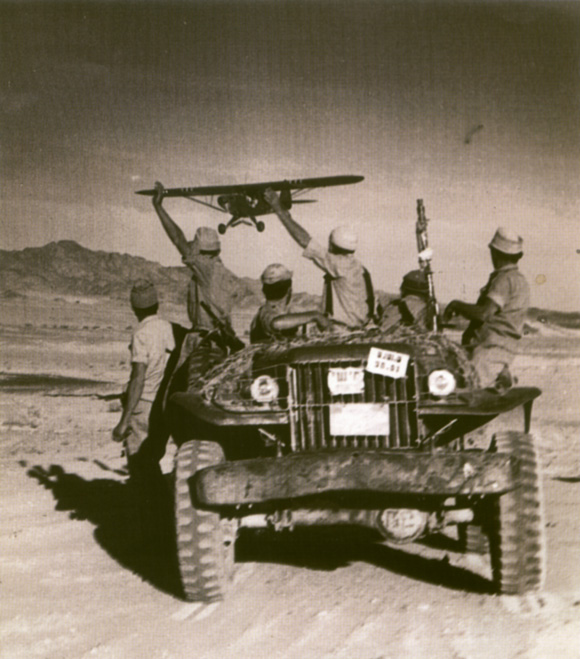
Izraelští vojáci na Sinaji

Ve středním úseku izraelské 1. a 2. prapor po úporných bojích obsadily opěrné body a tábory egyptské armády v prostoru křižovatky u Rafahu. Na severu 27. brigáda motorizované pěchoty po dvouhodinovém boji muže proti muži obsadila opěrné body egyptské armády na dvou výšinách a poté postupovala směrem na křižovatku u Rafahu.
1. listopadu v deset hodin se všechny tři útočné skupiny spojily na křižovatce u Rafahu. 27. brigáda poté pokračovala směrem na al-Aríš, přičemž se hodinu zdržela likvidací egyptského postavení u al-Džirádí. Poté brigáda dorazila na okraj al-Aríše, kde se zastavila. Izraelské velení nemělo přesné informace o síle egyptské posádky. Vědělo se jen, že egyptská 4. pěší brigáda dostala posily v podobě egyptské 1. motorizované divize. V poledne 1. listopadu z důvodu zahájení britsko-francouzských operací proti Egyptu egyptská armáda al-Aríš bez boje vyklidila a začala se stahovat směrem ke kanálu. Al-Aríš obsadila izraelská armáda 2. listopadu ráno a poté postupovala směrem na západ za ustupujícími Egypťany. Večer se Izraelci zastavili asi 13 km od Suezského kanálu. Do rukou izraelské armády také padlo velké množství egyptské výzbroje a výstroje včetně desítek tanků T-34 a obrněných vozidel.
V 6.00 ráno byl vydán rozkaz k útoku na pásmo Gazy. Obsazením pásma Gazy byla pověřena 11. pěší brigáda s tankovou skupinou ze 37. tankové brigády, rotou tanků Sherman a rotou motorizované pěchoty. Proti nim stála palestinská 8. divize, přičemž pásmo Gazy bránila palestinská 86. brigáda na jihu a 26. brigáda egyptské Národní gardy posílená o dvě čety pohraniční stráže a vybavená těžkými minomety. Přes dobře bráněné vrchy u Gazy se izraelským tankům a motorizované pěchotě podařilo prorazit a zahájit postup na sever na Bajt Hanún. Kolem poledne prostřednictvím OSN kapitulovalo vojenské velení Gazy. Poté kapitulovalo i egyptské velení pásma Gazy. V podvečer zahájila izraelská 11. pěší brigáda postup na sever na Chán Júnis. Palestinská 86. brigáda kladla silný odpor a teprve 3. listopadu ráno pronikl jeden izraelský pěší prapor do Chán Junis. Ve 13.30 bylo dokončeno kompletní obsazení města.

### Bitva o Tiránskou úžinu
První fáze těchto bojů začaly již postupem 202. výsadkového praporu 29. října na At-Thamad a 4. brigády na Kusajmu. Zároveň na východě Sinajského poloostrova začala směrem od Ejlatu jižním směrem postupovat podél pobřeží Akabského zálivu 9. pěší brigáda, zatímco podél Suezského kanálu od průsmyku Mitla postupovala 202. výsadková brigáda.

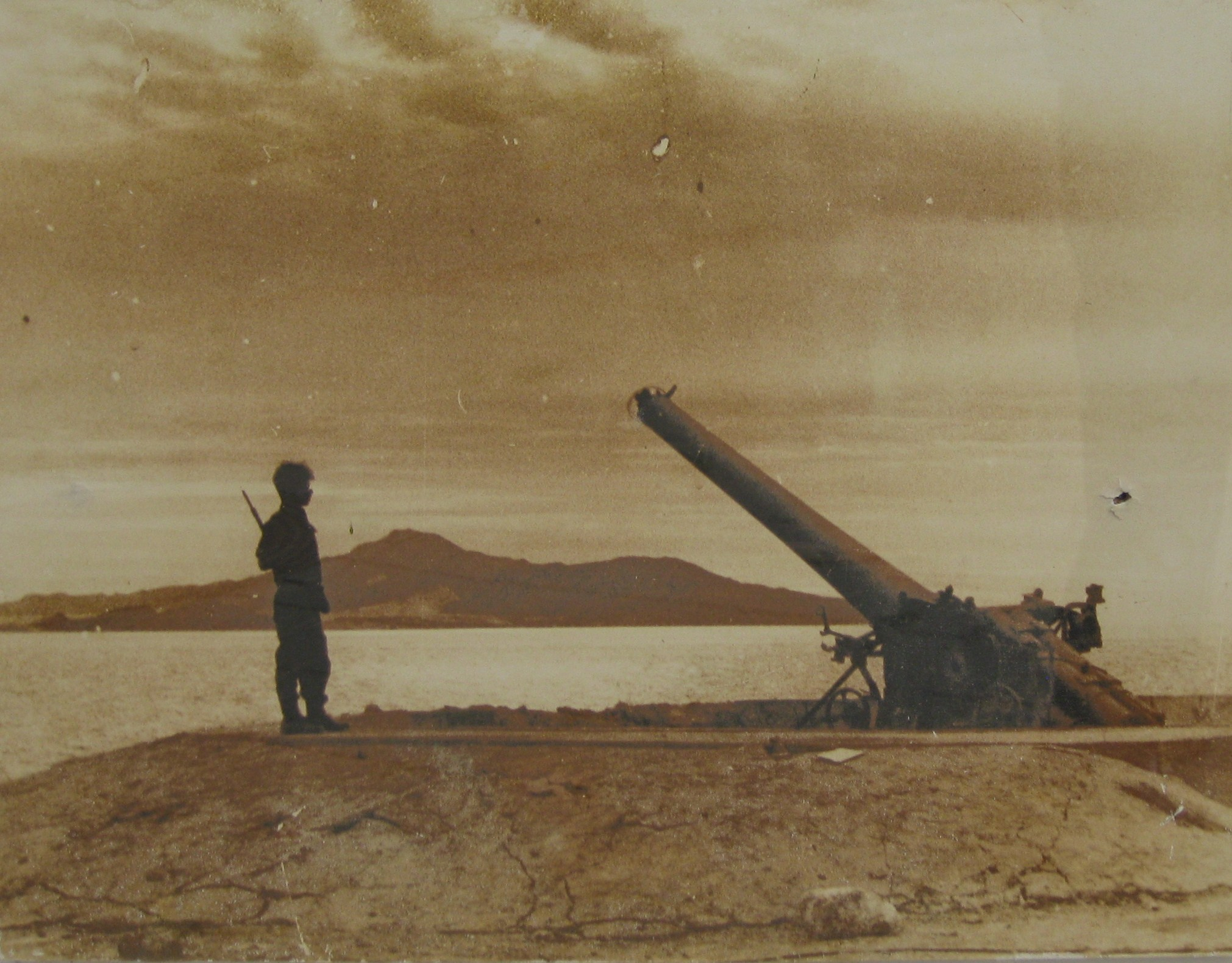
Izraelský voják v Šarm aš-Šejchu u egyptského děla určeného na blokádu Tiranské úžiny

Ještě 29. října večer obsadila průzkumná rota 9. pěší brigády pevnost Rás an-Naqabu. Poté 9. pěší brigáda postupovala špatným terénem na jih, směrem na Šarm aš-Šajch. Zásobovaná vodou a pohonnými hmotami byla vyloďovacími plavidly z přístavu Ejlat. 3. listopadu svedl její čelo boj s egyptskou pohraniční stráží. K večeru dorazilo čelo brigády k úzkému Vádí Kid, kde se velení obávalo silné egyptské obrany. Egypťané po několika výstřelech ale pozice opustili. K dalšímu boji se schylovalo 4. listopadu u Rás Nasaríní. Zde ale Izraelci zjistili, že Egypťané místní pevnost opustili, aby posílili obranu Šarm aš-Šejchu.
4. listopadu krátce po poledni byl zahájen útok na Šarm aš-Šejch p. brigádou v součinnosti s 202. výsadkovou brigádou. Samotný útok byl podporován izraelským letectvem, které v oblasti působilo nikým neohrožováno. Průzkum 9. brigády dobyl obranná postavení na výšinách Tsafarat-el-At. 5. listopadu ve 3.30 zahájil 91. prapor zteč od západu, byl však s těžkými ztrátami odražen. Pozice Egypťanů následně bombardovalo izraelské letectvo a poté v 5.30 začal nový útok od západu v součinnosti s postupem 92. praporu, který útočil od východu. V 9.00 se izraelské jednotky zmocnily velitelského stanoviště egyptské armády.
5. listopadu v 9.30 vstoupilo v platnost příměří požadované OSN. Válka skončila.

### Letecké a námořní operace
Kromě podpory pozemních operací včetně shozu materiálu se izraelské letouny zúčastnily asi 164 soubojů s egyptskými MiGy a Vampiry. Egypťané ztratili 5 MiGů a 4 Vampiry, Izraelci 2 Mystéry a 9 starších strojů s pístovými motory. Veškeré izraelské ztráty byly způsobeny protileteckou palbou ze země.
Na moři došlo k jedinému střetnutí 31. října ráno, kdy egyptská fregata začala ostřelovat přístav a rafinérii ropy v Haifě. V 5.30 ji začaly pronásledovat izraelské fregaty a v součinnosti s letectvem na ni zaútočily. Zásahy poškodily pohonnou jednotku. V 7.20 se egyptská fregata vzdala.

### Britsko-francouzské vojenské akce
31. října vypršelo ultimátum, které oběma válčícím stranám daly Velká Británie a Francie. Britské a francouzské vojenské letectvo zahájilo od večera 31. října nálety na egyptská letiště a vojenské základny, přičemž letouny startovaly z palub letadlových lodí a z Kypru. Žádný britsko-francouzský nálet nebyl podniknut proti Izraeli. Pokusy OSN o dojednání příměří byly Velkou Británií a Francií vetovány, zároveň ale narůstal politický tlak mocností. 5. listopadu zahájily britské a francouzské jednotky vzdušné výsadky v Port Saidu a Port Fuadu. 6. listopadu přistály britské jednotky v Port Saidu a francouzské v Port Fuadu. K britským vrtulníkovým a padákovým výsadkům v Ismáílíji a Abú Suwejru již nedošlo, neboť britská vláda byla nucena ustoupit silnému mezinárodnímu tlaku a přijmout příměří, které vstoupilo v platnost o půlnoci z 6. na 7. listopadu. Francie Velkou Británii následovala.

## Jednání o ukončení bojů
K zastavení bojů přispěl mezinárodní tlak na Velkou Británii a Francii a to i ze strany spojenců, zejména USA. Americká administrativa se obávala, že odpor, který anglo-francouzský útok vyvolal v islámském světě, přiměje arabské země k většímu příklonu k SSSR. Navíc by se americká vláda dostala do choulostivé situace, kdyby na jedné straně kritizovala vpád SSSR do Maďarska a na druhou stranu souhlasila s britsko-francouzsko-izraelskou invazí.
Sovětský svaz pohrozil vojenskými útoky proti Izraeli, Velké Británii a Francii a zapojením se do bojů na straně Egypta. USA na to reagovaly prohlášením, že USA v takovém případě v rámci NATO splní své spojenecké závazky a Sovětský svaz musí být připraven nést následky (podle později vydaných pamětí Nikity Chruščova ale Sovětský svaz ve skutečnosti zapojení do bojů neplánoval). Velmi ostře proti invazi vystoupily i islámské země, v nichž docházelo k napadání a ničení západního majetku, zejména britského.
Kromě politického tlaku vyvíjely Spojené státy tlak na Velkou Británii i ekonomický. Postaraly se o to, že Mezinárodní měnový fond odmítl půjčku Velké Británii, která se tak snažila eliminovat své ztráty. Spojené státy navíc pohrozily i uvolněním svých rezerv v librách. Tím by způsobily devalvaci libry, což by pro britskou ekonomiku mohlo mít vážné důsledky. Embargo na vývoz ropy do Velké Británie a Francie vyhlásila Saúdská Arábie, přičemž Spojené státy společně s dalšími spojenci z NATO odmítli ztrátu Velké Británii a Francii nahrazovat ze svého dovozu.

## Poválečná uspořádání

### Izrael
Izrael se v následných jednáních pokoušel získat garance ohledně volného průjezdu Tiránskou úžinou a ukončení nájezdů fedájínů. Záruky obdržel výměnou za vyklizení Šarm aš-Šejchu a pásma Gazy. Dodržení těchto záruk měly garantovat nově utvořené jednotky OSN UNEF. Do března 1957 se Izrael z obsazených území stáhl. Jednotky OSN, které se měly podílet na správě pásma Gazy byly poté Egyptem donuceny stáhnout se na hranice této oblasti. Přítomnost jednotek na svém území Izrael odmítl. Při stahování se z obsazených území na Sinaji byla izraelskou armádou důsledně ničena veškerá vybudovaná infrastruktura. Přítomnost jednotek UNEF pro Izrael znamenala do budoucnosti jedenáct let míru.
Z politického hlediska unikl Izrael, na rozdíl od Velké Británie a Francie, ponížení na mezinárodní scéně poté, jak rychle se sklonili před mezinárodním tlakem. Zároveň si svou neústupností jako jediný z útočníků dokázal vymoci ústupky ze strany protivníků. Z vojenského hlediska byla válka pro Izrael přínosem, neboť dokázala, že jsou Izraelské obranné síly schopné vést kromě omezených nájezdů i větší vojenské kampaně včetně rozsáhlých vojenských manévrů.

### Egypt
Egypt byl vnímán jako vítěz, neboť útočící jednotky byly nuceny se stáhnout; nejprve Velká Británie a Francie, později i Izrael. Násir se snažil předkládat toto vítězství jako vítězství egyptské armády, ačkoliv útočníci se stáhli až pod tlakem USA. V každém případě toto vítězství posílilo v arabských zemích Násirův obraz hrdiny. Izraelské stažení ze Sinaje bylo vydáváno jako důsledek síly egyptské armády a nedošlo k žádné reflexi skutečných neúspěchů při bojích na Sinaji. To vedlo za jedenáct let po Šestidenní válce k obrovské deziluzi o skutečných schopnost egyptské armády.
Po vypuknutí Suezské krize vydal Násir řadu nařízení, kterými došlo rozsáhlým omezením občanských svobod. Tato nařízení byla namířena především proti Židům. Ti byli zatýkáni bez jakéhokoliv obvinění, byl jim zabavován majetek, nesměli vykonávat své profese či byli zbavováni občanství a nuceni k odchodu z Egypta. Ten do roku 1957 opustilo 10 000 Židů.
Díky poválečným jednáním Egypt získal zpět Izraelem obsazená území na Sinaji a v pásmu Gazy. Navíc získal velmocemi plně garantovanou svrchovanost nad Suezským průplavem. Provoz v průplavu byl pro námořní plavbu obnoven 24. dubna 1957.

### Velká Británie
Pro Velkou Británii bylo stažení ze Suezu po politické stránce ponížením. Dosavadní premiér Anthony Eden rezignoval na svou funkci 9. ledna 1957. Suezská krize a její dopady výrazně urychlily dekolonizační tendence. Přesto Suezská válka neznamenala úplný konec britského vlivu na Blízkém východě. V následujících letech se Británie vojensky angažovala v Jordánsku či v Kuvajtu. Prestiž Velké Británie ale utrpěla velkou ránu, ze které se již nevzpamatovala.
Suezskou krizí poznamenané vztahy mezi Velkou Británií a USA byly bezprostředně obnoveny díky "zvláštním vztahům" mezi oběma zeměmi. Británie ale definitivně rezignovala na ambice být imperiální mocností.

### Francie
Francouzsko-americké vztahy byly Suezskou krizí silně pošramoceny. Francie, která již špatně nesla odmítání pomoci ze strany USA při francouzském válečném úsilí v Indočíně v roce 1954, vnímala americký postoj k Suezské krizi jako zradu. Z pohledu Francie to znamenalo, že se země nemůže spolehnout na své spojence. Tento pocit vyvrcholil v roce 1966, kdy Francie vystoupila z vojenské části NATO.

## Ztráty
- Egypt: (ztráty nebyly nikdy upřesněny, odhad): 1000 až 3000 mrtvých vojáků a 4000 zraněných. Odhadem 1000 civilistů
- Izrael: 231 vojáků a 899 zraněných
- Velká Británie: 16 mrtvých a 96 zraněných
- Francie: 10 mrtvých a 33 zraněných